# André Halter
Andy Halter (21 april 1966) is een Zwitsers voormalig voetballer die speelde als aanvaller.

## Carrière
Halter speelde vijf seizoenen voor FC Luzern van 1983 tot 1988, hij stapte over naar Grasshopper in 1988. De volgende vier seizoenen werd hij twee keer landskampioen in 1990, 1991.
Hij speelde negen interlands voor Zwitserland, waarin hij één keer kon scoren.

## Erelijst
- Grasshopper Club Zürich
  - Landskampioen: 1990, 1991